# 小行星2982
小行星2982（2982 Muriel）是一颗围绕太阳公转的小行星。1981年5月6日，卡羅琳·舒梅克在帕洛马山发现了此天体。
該小行星以舒梅克的岳母穆麗爾·梅·斯科特·舒梅克（Muriel May Scott Shoemaker）命名。
这颗小行星的绝对星等为38.90365650691631等。